# Matti Klinga
Matti Klinga (* 10. Dezember 1994) ist ein finnischer Fußballspieler, der aktuell als Kapitän beim finnischen Viertligisten Reipas agiert.
Klinga begann seine Karriere beim FC Lahti, wo er am 30. Mai 2011 beim Spiel gegen Porin Palloilijat zu seinem ersten Profieinsatz kam. Nachdem er in seiner ersten Saison in der Ykkönen zu dreizehn Einsätzen gekommen war, konnte er sich nach dem Aufstieg des FC Lahti in die Veikkausliiga einen Stammplatz erkämpfen und kam in der Saison 2012 bei 32 von 33 Ligaspielen zum Einsatz. 2015, nach 105 Ligaspielen für seinen Jugendverein FC Lahti, wechselte er mit Ende seines Vertrages zu HJK Helsinki, wo er finnischer Pokalsieger und zwei Mal finnischer Ligapokalsieger wurde. Nach Ende seines 1-jährigen Vertrages wechselte er in der Liga zu SJK Seinajöki, er machte sowohl Spiele für die erste, als auch die zweite Mannschaft. Von Seinajöki ging es wieder zu FC Lahti, wo er einen fünfjahres Vertrag unterzeichnete. In 133 Spielen gelangen dem Finnen 4 Tore. Nach Ablaufen seines Vertrages wechselte er zum finnischen Amateur-Verein Reipas, wo er seitdem als Kapitän agiert.